# Cotati
Cotati, fundada en 1963 es una ciudad ubicada en el condado de Sonoma en el estado estadounidense de California. En el año 2000 tenía una población de 6,471 habitantes y una densidad poblacional de 1,329.7 personas por km².

## Geografía
Cotati se encuentra ubicada en las coordenadas 38°19′42″N 122°42′24″O / 38.32833, -122.70667. Según la Oficina del Censo, la ciudad tiene un área total de 4,9 km² (1,9 mi²), de la cual 4,9 km² (1,9 mi²) es tierra y 0 km² (0 mi²) (0%) es agua.

## Demografía
Según la Oficina del Censo en 2000 los ingresos medios por hogar en la localidad eran de $52,808, y los ingresos medios por familia eran $62,419. Los hombres tenían unos ingresos medios de $44,771 frente a los $35,779 para las mujeres. La renta per cápita para la localidad era de $24,206. Alrededor del 5.5% de la población estaban por debajo del umbral de pobreza.

## Educación
El Distrito Escolar Unificado de Cotati-Rohnert Park gestiona escuelas públicas.